# Amouranth
Kaitlyn Siragusa (* 2. prosince 1993), známá jako Amouranth, je americká influencerka a webcam modelka. Proslavila se svými ASMR livestreamy a tematikou pro dospělé na Twitchi.

## Kariéra
Zpočátku pracovala jako cosplayerka. V roce 2015 ji požádala streamovací společnost Twitch, aby se připojila jako tvůrce obsahu a živě vysílala výrobu kostýmů. Přijala a stala se nejsledovanější streamerkou na platformě. Známá se stala svým tanečním obsahem, ASMR a streamováním ve vířivce. V květnu 2021 oznámila, že ji Twitch bez vysvětlení odřízl od příjmů z reklamy. Brzy ji vrátil, ale za mnohem nižší sazbu než dříve.
Během jejího působení byla několikrát zablokována. Později odhalila, že na platformě OnlyFans vydělává velké částky. Rovněž se stala majitelkou několika firem.
V květnu 2023 začala streamovat na webových stránkách Jerkmate. Následně se zaregistrovala na platformu Kick. Čímž oznámila definitivní odchod z Twitche.
V červnu 2024 se stala majitelkou esportové organizace Wildcard Gaming.
Dne 21. srpna 2024 byl její ASMR kanál na YouTube zablokován.

## Osobní život
V říjnu 2022 na livestreamu uvedla, že je již několik let vdaná. Její stream následně údajně přerušil její manžel, který ji měl slovně urážet. Tvrdila, že manželství utajila z komerčních důvodů. Manžel měl mít kontrolu nad jejími financemi, nutil ji více streamovat a vyhrožoval, že pokud neuposlechne, zabije její psy. Později uvedla, že vše vyřešila a manžel zmizel z jejího života.
V březnu 2023 jí bylo diagnostikováno selhání vaječníků, což odhalila v červnu téhož roku.
V srpnu 2024 vyšlo najevo, že jí stalkoval muž z Estonska, který byl nedávno propuštěn z vězení.
Dne 2. března 2025 byla zraněna poté, co se do jejího domu vloupali čtyři muži ve věku 16 až 19 let, kteří po Siragusové požadovali převod Bitcoinů z kryptoměnové peněženky, která se v domě měla nacházet. Během incidentu byl jeden z útočníků postřelen jejím manželem a během několika následujících dní došlo k jejich dopadení. Během prvních dní po incidentu se spekulovalo o tom, že se žádný pokus o loupež neodehrál a Siragusa na sebe jen chce strhnout pozornost, což však bylo v následujících dnech vyvráceno.

## Ocenění a nominace
| Rok  | Ocenění             | Kategorie                  | Výsledek | Reference |
| ---- | ------------------- | -------------------------- | -------- | --------- |
| 2022 | The Streamer Awards | Best ASMR Streamer         | Výhra    | [ 26 ]    |
| 2023 | AVN Awards          | Favorite Creator Site Star | Výhra    |           |